# 更改日誌
更改日志（Changelog）或变更日志是程序員在開發軟件時對项目更改所做的记录。该项目通常是一个網站、软件或數據庫。变更日志內容通常包括错误修复、增加的新功能等軟件变更记录。